# Unidade de Pesquisa de Cultura Cibernética
A Unidade Pesquisa de Cultura Cibernética, também conhecida pelo acrônimo Ccru (proveniente do seu nome em inglês, Cybernetic Culture Research Unit), foi um coletivo - muitas vezes referido também como um culto - de pesquisa em teoria cultural formado em 1995 na Universidade de Warwick, na Inglaterra. Foi um grupo conhecido por suas excentricidades e por seu caráter experimental, misturando elementos de ficção e da religião (especialmente da demonologia e da numerologia) com teoria social. Angariou popularidade na internet em vista de sua proximidade com a teoria aceleracionista. Seus mais notáveis membros incluíram a filósofa ciberfeminista Sadie Plant, o crítico cultural marxista Mark Fisher e o idiossincrático pensador aceleracionista de direita Nick Land. Desde sua gênese, a organização é repleta de mistérios e de controvérsias, indo de um suposto uso intenso de drogas como anfetaminas e atividades ocultistas até associações indiretas do aceleracionismo neorreacionário de Land com o movimento alt-right.
O grupo gradualmente se afastou da academia e, em 2003, se dissolveu completamente. Entretanto, seus textos ainda podem ser acessados em seu site e ex-membros criaram uma coletânea física das antigas publicações da Unidade de Pesquisa de Cultura Cibernética, denominada CCRU: Writings 1997-2003.